# Gröfs kyrka
Gröfs kyrka (isländska: Grafarkirkja) är en isländsk torvkyrka på Gröf i Höfðaströnd i Skagafjörðurs kommun i Norðurland vestra i Island.
Den tidigare gården Gröf i Höfðaströnd ligger omkring fyra kilometer söder om Hofsós. Gröf i Höfðaströnd var tidigare en av de största bondgårdarna i Skagafjörður och är den plats där psalmdiktaren Hallgrímur Pétursson tros ha fötts. Denne gav namn till Hallgrímskirkja i Reykjavik.
Grafarkirkja är en av Islands omkring sex bevarade torvkyrkor. Den äldsta skriftliga källan om Gröf i Höfðaströnd är från omkring 1240 i Sturlungasagan. Grafarkirkja byggdes 1670–1680. Biskopen Gísli Þorláksson (1631-1684) ägde Gröf i Höfðaströnd i slutet av 1600-talet, och det är troligt att det var han som lät uppföra kyrkan. Byggare och träsnidare var sannolikt Guðmundur Guðmundsson i Bjarnastaðahlíð, en av de mest kända trähantverkarna i Island under 1600-talet. 
Kyrkan dekonsekrerades 1775 av den dåvarande biskopen i Island på order av den danske kungen och användes därefter som lagerutrymme för Gröf i Höfðaströnd och förföll efterhand. Kyrkan fick sitt nuvarande utseende vid en restaurering 1953 av Islands nationalmuseum (Þjóðminjasafn Íslands), varvid den byggdes upp i ursprunglig form. En mindre omfattande upprustning genomfördes 2011.
Grafarkirkja har en nästan cirkulär, sextio meter lång torvmur runt kyrka och kyrkogård, vilket var en traditionell form i det tidigkristna Island. Det är också den enda bevarade stavkyrkan i Island och helt byggd i trä och torv. På kyrkans tak finns en vindflöjel med siffrorna 167-, med avsaknad av den sista siffran.
Altartavlan är en kopia av den gamla altartavlan i barockstil från 1680 och avbildar korsfästelsen och den sista måltiden på mittdelen. På gavelsidorna visas apostlarna Andreas och Tomas.

## Ägarskap
Grafarkirkja ägdes av Hólar i Hjaltadalur och efter reformationen blev den Hólarbiskoparnas och deras familjers egendom. 
Ragnheiður Jónsdóttir (1646–1715) ärvde Gröf i Höfðaströnd av sin make Gísli Þorláksson, som var biskop i Hólar 1657–1684. Hon fick tillåtelse av Danmarks kung att hålla gudstjänst i Grafarkirkja var tredje helgdag. År 1696 gifte hon om sig med Hólar-biskopen Einar Þorsteinsson, men han dog samma år. Ragnheiður Jónsdóttir flyttade då tillbaka till Gröf i Höfðaströnd, där hon levde till sin död 1715. Hon hade två brorsbarn som ärvde gården. Grafarkirkja förföll därefter och dekonsekrerades 1775. 
Grafarkirkja ägs sedan 1939 av Islands nationalmuseum.